# 羅氏雙冠麗魚
羅氏雙冠麗魚，為輻鰭魚綱鱸形目隆頭魚亞目慈鯛科的其中一種，分布於中美洲墨西哥至宏都拉斯大西洋岸的淡水流域，體長可達22公分，棲息在溪流、湖泊的中底層水域，生活習性不明，可作為觀賞魚。

## 擴展閱讀
維基物種上的相關：羅氏雙冠麗魚